# Granota de Darwin
La granota de Darwin (Rhinoderma darwinii) és una granota nativa de Xile i l'Argentina. El tret més característic d'aquesta espècie és la manera en què creixen els capgrosos, dins el sac bucal del mascle. Són de color marró a verd amb una mida d'entre 2,5 i 3,5 cm. Mengen insectes i altres artròpodes.